# Othoniel Arce
Othoniel Arce Jaramillo (Tejupilco, Estado de México, México, 8 de noviembre de 1989) es un futbolista mexicano. Juega como delantero centro y su equipo actual es Blooming de la Primera División de Bolivia.

## Trayectoria
A la edad de 18 años en julio del 2008, El Club San Luis FC lo fichó y tiempo después, lo mandó de préstamo seis meses al club Petroleros de Salamanca para después regresar a las filiales del San Luis FC en su sub-20 y después, siendo cedido a los Murciélagos de Guamúchil jugando en la Segunda División de México.

### San Luis
Poco tiempo después en San Luis subió al primer equipo y debutó el 7 de agosto del 2010 en un partido de liga ante el CD Guadalajara donde entró de cambio en el minuto 63 sustituyendo al delantero Víctor Lojero. En San Luis ha aparecido en 29 ocasiones marcando 3 goles y siendo amonestado 3 veces.
Los goles marcados en su carrera corresponden a los siguientes partidos: El 18 de septiembre de 2010 marcó gol ante el CF Pachuca apenas 9 minutos después de haber comenzado el encuentro, que finalizó 1-0, estrenándose de esta forma como goleador.  Posteriormente, el 2 de octubre de 2010 anotó ante el Club Tigres UANL, marcando el único tanto del partido al minuto 47. El 15 de enero de 2011 marcó su primer gol del año anotando el primero de tres que hubo en el partido ante el equipo Puebla FC. Compartió el ataque con el ecuatoriano Michael Arroyo y el peruano Wilmer Aguirre.

### Monterrey
El exjugador del San Luis fue traspasado oficialmente al C.F. Monterrey y este movimiento se dio a conocer el 24 de noviembre de 2011. Fue presentado como refuerzo junto a Ángel Reyna. Además compartió el ataque con el chileno Humberto Suazo.

### Club León
Luego de no tener la continuidad deseada, fue cedido a préstamo al recién ascendido Club León por una temporada. Gozó de mayor continuidad, sin embargo, su rendimiento en cuanto a goles no fue el esperado. Es recordado por anotarle un golazo al Club Tijuana. Jugó al lado del histórico jugador mexicano Rafael Márquez.

### Pachuca
Fue cedido 6 meses al CF Pachuca, sin llegar a trascender.
A finales de 2013 regresa al CF Monterrey de cara al Clausura 2014.
Llega a préstamo por 6 meses a Gallos blancos de Querétaro para el apertura 2014. Se dio el lujo de jugar al lado del astro mundial Ronaldinho. Después de no tener suerte con el equipo de Querétaro es prestado al equipo Lobos de la BUAP obteniendo el dorsal 11.
Su mejor temporada deportiva fue en Atlético San Luis donde anotó 13 goles y fue la figura de su equipo. Es recordado además por anotar un gol que iba en contra del fair play.
Luego de su salida del Necaxa, rumores lo acercaban al fútbol griego, para fichar por Lamia FC.
Antes de entrar al Club Social y Deportivo Municipal militó como un buen delantero en el mismo año en el Club Social y Deportivo Suchitepéquez
El 4 de diciembre de 2018 por medio de la página oficial el club hace oficial su transferencia al equipo más ganador de Guatemala.

### FBC Melgar
Luego de un paso exitoso por el fútbol guatemalteco, luego de ser campeón del Torneo Apertura 2019 (Guatemala) llega al FBC Melgar para afrontar la Liga 1 2020 y Copa Sudamericana 2020. Llega para reemplazar al ídolo arequipeño, Bernardo Cuesta quien fue transferido al fútbol tailandés. Es un pedido especial del director argentino Carlos Bustos, quien lo dirigió en Atlético San Luis. Su debut oficial se dio contra Universitario de Deportes, en la primera fecha del torneo peruano. Arce anotó el único tanto de su club que terminó cayendo 2-1 frente a los cremas. Compartió equipo con su compatriota Omar Tejeda. Consiguió una gran temporada con los arequipeños, logrando anotar 13 goles en la temporada.
Al siguiente año firmaría con Ayacucho FC para afrontar la Copa Libertadores 2021. A pesar de no tener un gran temporada en lo individual, en lo colectivo logró clasificar a la Copa Sudamericana 2022.

## Clubes
| Club                    | País      | Año         |
| ----------------------- | --------- | ----------- |
| Petroleros de Salamanca | México    | 2008        |
| Deportivo Guamúchil     | México    | 2009        |
| San Luis F. C.          | México    | 2010 - 2011 |
| Monterrey               | México    | 2012        |
| León                    | México    | 2012 - 2013 |
| Pachuca                 | México    | 2013        |
| Monterrey               | México    | 2014        |
| Querétaro F. C.         | México    | 2014        |
| Lobos BUAP              | México    | 2015        |
| Atlético San Luis       | México    | 2015 - 2016 |
| Cimarrones F. C.        | México    | 2016 - 2017 |
| Club Necaxa             | México    | 2017        |
| CSD Suchitepéquez       | Guatemala | 2018        |
| Deportivo Siquinalá     | Guatemala | 2018        |
| C. S. D. Municipal      | Guatemala | 2019        |
| F. B. C. Melgar         | Perú      | 2020        |
| Ayacucho FC             | Perú      | 2021 - 2022 |
| Deportivo Malacateco    | Guatemala | 2022 -      |

## Estadísticas
- Actualizado al último partido disputado el 9 de octubre de 2022.

| Club | Div           | Temporada     | Liga  | Liga  | Copas Nacionales(1) | Copas Nacionales(1) | Torneos Internacionales(2) | Torneos Internacionales(2) | Otros(3) | Otros(3) | Total | Total |
| Club | Div           | Temporada     | Part. | Goles | Part.               | Goles               | Part.                      | Goles                      | Part.    | Goles    | Part. | Goles |
| --- | ------------- | ------------- | ----- | ----- | ------------------- | ------------------- | -------------------------- | -------------------------- | -------- | -------- | ----- | ----- |
| San Luis F. C. · México |               |               |       |       |                     |                     |                            |                            |          |          |       |       |
| 1.ª | 2010-11       | 26            | 3     | -     | -                   | -                   | -                          | -                          | -        | 26       | 3     |       |
| 1.ª | 2011-12       | 6             | 1     | -     | -                   | 3                   | 0                          | -                          | -        | 9        | 1     |       |
| Total club | Total club    | 32            | 4     | 0     | 0                   | 3                   | 0                          | 0                          | 0        | 37       | 4     |       |
| Monterrey · México |               |               |       |       |                     |                     |                            |                            |          |          |       |       |
| 1.ª | 2011-12       | 8             | 1     | -     | -                   | 2                   | 0                          | -                          | -        | 10       | 1     |       |
| 1.ª | 2013-14       | 6             | 0     | 4     | 2                   | -                   | -                          | -                          | -        | 10       | 2     |       |
| Total club | Total club    | 14            | 1     | 4     | 2                   | 2                   | 0                          | 0                          | 0        | 20       | 3     |       |
| León (cedido) · México |               |               |       |       |                     |                     |                            |                            |          |          |       |       |
| 1.ª | 2012-13       | 18            | 1     | 3     | 3                   | 1                   | 0                          | -                          | -        | 22       | 4     |       |
| Total club | Total club    | 18            | 1     | 3     | 3                   | 1                   | 0                          | 0                          | 0        | 22       | 4     |       |
| Pachuca (cedido) · México |               |               |       |       |                     |                     |                            |                            |          |          |       |       |
| 1.ª | 2013-14       | 10            | 2     | 6     | 3                   | -                   | -                          | -                          | -        | 16       | 5     |       |
| Total club | Total club    | 10            | 2     | 6     | 3                   | -                   | -                          | -                          | -        | 16       | 5     |       |
| Querétaro F. C. (cedido) · México |               |               |       |       |                     |                     |                            |                            |          |          |       |       |
| 1.ª | 2014-15       | 6             | 1     | 4     | 1                   | -                   | -                          | -                          | -        | 10       | 2     |       |
| Total club | Total club    | 6             | 1     | 4     | 1                   | 0                   | 0                          | 0                          | 0        | 10       | 2     |       |
| Lobos BUAP (cedido) · México |               |               |       |       |                     |                     |                            |                            |          |          |       |       |
| 1.ª | 2014-15       | 8             | 0     | 6     | 3                   | -                   | -                          | -                          | -        | 14       | 3     |       |
| Total club | Total club    | 8             | 0     | 6     | 3                   | 0                   | 0                          | 0                          | 0        | 14       | 3     |       |
| Atlético San Luis (cedido) · México |               |               |       |       |                     |                     |                            |                            |          |          |       |       |
| 2.ª | 2015-16       | 28            | 13    | 12    | 5                   | -                   | -                          | -                          | -        | 40       | 18    |       |
| Total club | Total club    | 28            | 13    | 12    | 5                   | 0                   | 0                          | 0                          | 0        | 40       | 18    |       |
| Cimarrones de Sonora (cedido) · México |               |               |       |       |                     |                     |                            |                            |          |          |       |       |
| 2.ª | 2016-17       | 33            | 5     | 1     | 1                   | -                   | -                          | -                          | -        | 34       | 6     |       |
| Total club | Total club    | 33            | 5     | 1     | 1                   | 0                   | 0                          | 0                          | 0        | 34       | 6     |       |
| Necaxa · México |               |               |       |       |                     |                     |                            |                            |          |          |       |       |
| 1.ª | 2017          | 7             | 3     | 3     | 0                   | -                   | -                          | 3                          | 0        | 13       | 3     |       |
| Total club | Total club    | 7             | 3     | 3     | 0                   | 0                   | 0                          | 3                          | 0        | 13       | 3     |       |
| CSD Suchitepéquez · Guatemala |               |               |       |       |                     |                     |                            |                            |          |          |       |       |
| 1.ª | 2018          | 10            | 9     | -     | -                   | -                   | -                          | -                          | -        | 10       | 9     |       |
| Total club | Total club    | 10            | 9     | 0     | 0                   | 0                   | 0                          | 0                          | 0        | 10       | 9     |       |
| Deportivo Siquinalá · Guatemala |               |               |       |       |                     |                     |                            |                            |          |          |       |       |
| 1.ª | 2018          | 12            | 5     | -     | -                   | -                   | -                          | -                          | -        | 12       | 5     |       |
| Total club | Total club    | 12            | 5     | 0     | 0                   | 0                   | 0                          | 0                          | 0        | 12       | 5     |       |
| C. S. D. Municipal · Guatemala |               |               |       |       |                     |                     |                            |                            |          |          |       |       |
| 1.ª | 2019          | 39            | 14    | -     | -                   | -                   | -                          | -                          | -        | 39       | 14    |       |
| Total club | Total club    | 39            | 14    | 0     | 0                   | 0                   | 0                          | 0                          | 0        | 39       | 14    |       |
| F. B. C. Melgar · Perú |               |               |       |       |                     |                     |                            |                            |          |          |       |       |
| 1.ª | 2020          | 26            | 13    | -     | -                   | 3                   | 1                          | -                          | -        | 29       | 14    |       |
| Total club | Total club    | 26            | 13    | 0     | 0                   | 3                   | 1                          | 0                          | 0        | 29       | 14    |       |
| Ayacucho F. C. · Perú |               |               |       |       |                     |                     |                            |                            |          |          |       |       |
| 1.ª | 2021          | 25            | 3     | 3     | 0                   | 1                   | 0                          | -                          | -        | 29       | 3     |       |
| 1.ª | 2022          | 11            | 2     | 0     | 0                   | 7                   | 0                          | -                          | -        | 18       | 2     |       |
| Total club | Total club    | 36            | 5     | 3     | 0                   | 8                   | 0                          | 0                          | 0        | 47       | 5     |       |
| Deportivo Malacateco · Guatemala |               |               |       |       |                     |                     |                            |                            |          |          |       |       |
| 1.ª | 2022          | 12            | 2     | -     | -                   | 2                   | 0                          | -                          | -        | 14       | 2     |       |
| Total club | Total club    | 12            | 2     | 0     | 0                   | 2                   | 0                          | 0                          | 0        | 14       | 2     |       |
| Total carrera | Total carrera | Total carrera | 291   | 78    | 42                  | 18                  | 19                         | 1                          | 3        | 0        | 355   | 97    |
| (1) Incluye Copa MX y Copa Bicentenario. (2) Incluye Liga de Campeones de la Concacaf, Copa Sudamericana y Copa Libertadores. (3) Incluye . |               |               |       |       |                     |                     |                            |                            |          |          |       |       |

## Palmarés

### Copas Nacionales
| Título                           | Equipo        | País                 | Sede                           | Año  |
| -------------------------------- | ------------- | -------------------- | ------------------------------ | ---- |
| Torneo Apertura 2019 (Guatemala) | CSD Municipal | Bandera de Guatemala | Estadio Doroteo Guamuch Flores | 2019 |

### Copas internacionales
| Título                           | Equipo                  | País              | Sede    | Año     |
| -------------------------------- | ----------------------- | ----------------- | ------- | ------- |
| Juegos Panamericanos             | Selección México Sub-22 | Bandera de México | Akron   | 2011    |
| Liga de Campeones de la Concacaf | Monterrey               | Bandera de México | Torreón | 2011-12 |